# AMD750
| AMD 750          | AMD 750         |
| ---------------- | --------------- |
|                  |                 |
| Поддержка ЦП     | Athlon Duron    |
| Поддержка сокета | Slot A Socket A |
| Предшественник   | отсутствует     |
| Преемник         | AMD760          |

AMD750 — первый чипсет для материнских плат с поддержкой процессоров Athlon в конструктиве Slot A, выпущенный фирмой AMD в 1999 г. С 2000 года использовался также в материнских платах для процессоров Athlon и Duron нового конструктива Socket A.
Уже на момент выпуска чипсет имел формально слабые характеристики. Поддерживалась память SDRAM не выше стандарта PC100 (в то время как уже распространялась PC133). Южный мост AMD 756 поддерживал только UDMA-33 (в то время как аналогичные решения от Intel уже использовали UDMA-66). Отсутствовала поддержка встроенного звука AC97, что для бюджетных решений на основе недорогого процессора Duron было заметным недостатком.
Поэтому в достаточно короткое время он был вытеснен с рынка чипсетом VIA KT133, в котором отсутствовали все перечисленные выше недостатки, но был привнесён новый — производительность операций с ОЗУ незначительно, но всё же уступала чипсету AMD. Чаще всего платы на этом чипсете встречаются от фирмы Gigabyte.